# Marché public de Florianópolis

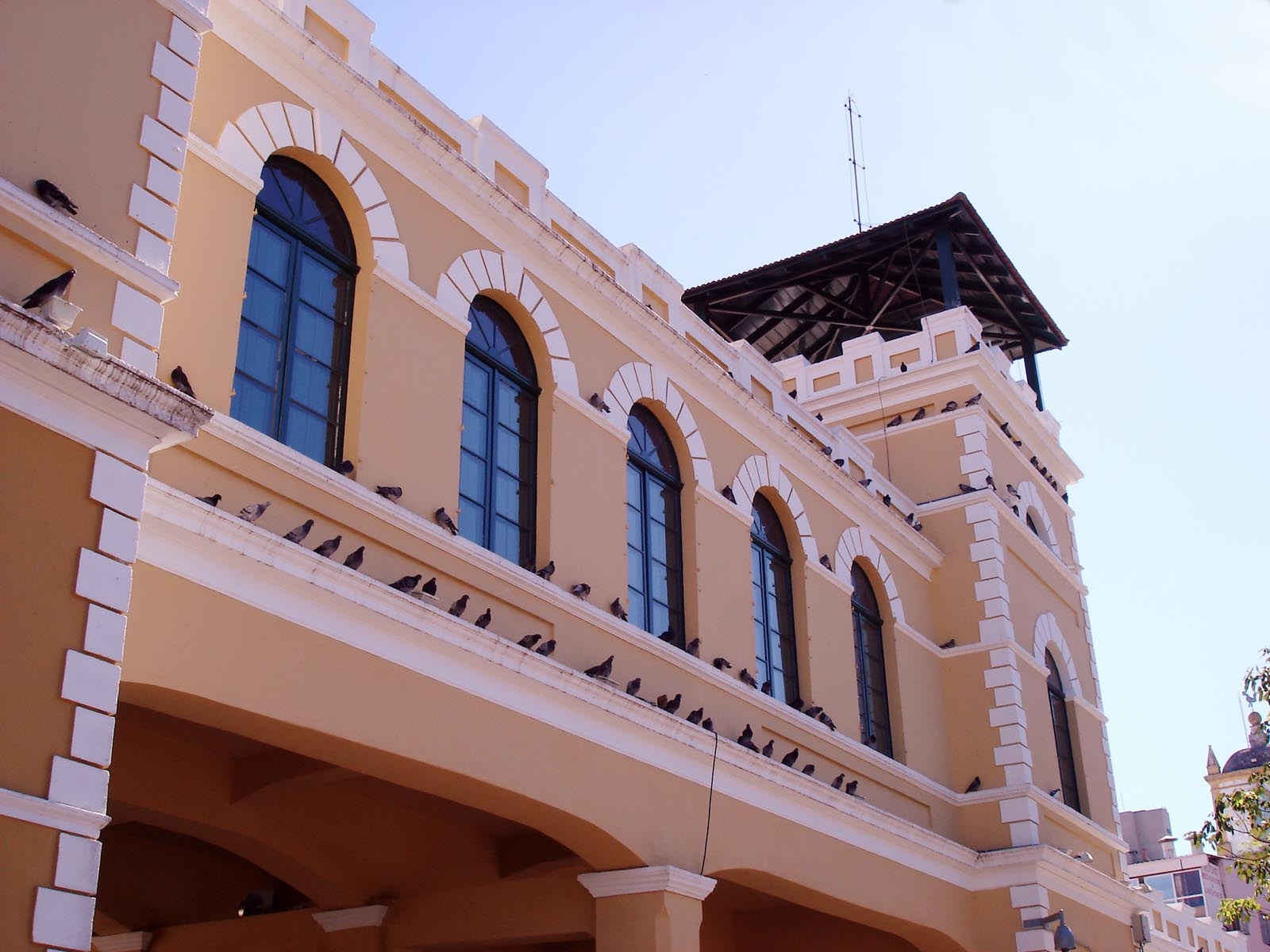
Façade d'une des liaisons entre les deux ailes du bâtiment du marché public de Florianópolis.

Le marché public de Florianópolis (mercado público de Florianópolis, en portugais) est un centre commercial et un édifice public historique de la ville de Florianópolis, capitale de l'État de Santa Catarina au Brésil.
Le bâtiment est composé de 2 ailes, nord et sud, séparées par une cour intérieure. On y trouve de nombreux commerces, principalement de vêtements, d'alimentation et d'artisanat. Il est, de plus, un important point de rencontres et de loisirs, tant pour les habitants de la ville que pour les touristes.
Il fut construit à la fin du XIXe siècle pour partie, et sa configuration actuelle date de 1932.
Il a déjà subi deux incendies, en 1988 et 2005.